# Libušín
Libušín (dt. Libusin) ist eine Stadt in Tschechien mit einer Fläche von 9,5 km² und 3.369 Einwohnern (Stand: 2021). Libušín befindet sich in der Region Středočeský kraj, vier Kilometer nordwestlich der Bezirksstadt Kladno. Libušín befindet sich auf einer Meereshöhe von 317 m ü. M.

## Geschichte
Der Ort wird im Zusammenhang mit der von Alois Jirásek in seinen Legenden erwähnten Libuše und Přemysl Oráč erwähnt. In seiner Chronica Boemorum beschreibt er, wie nach dem Tod des Fürsten Krok seine jüngste Tochter Libuše aus Libušin die Herrschaft antrat. Von hier aus soll sie die Zukunft Böhmens vorausgesagt und auch Boten ausgesandt haben, die nach dem Přemysl Oráč suchen sollten. Allerdings widerspricht diese Darstellung der des Historikers Přibík Pulkava, der den Sitz der Prophetin Libuše aufgrund eines neu entdeckten Dokuments auf Vyšehrad verlegte.
Urkundlich erstmals erwähnt wurde der Ort unter den Fürsten Břetislav I. um 1050, war aber schon seit dem 6. bis 7. Jahrhundert besiedelt, wie archäologische Funde beweisen.
Gegen Ende des 9. Jahrhunderts wurde auf etwa zwölf Hektar Fläche eine mächtige Feste erbaut, die sich am strategisch wichtigen Punkt zwischen Böhmen und dem Lucko-Gebiet befand. Eine große Rolle spielte die Festung auch im 11. Jahrhundert in den Machtkämpfen zwischen Boleslav Chroby und Kaiser Heinrich II. Anschließend wurde die Burg wieder verlassen, da sie ihre strategische Bedeutung verloren hatte.
Nach schriftlichen Unterlagen ließen sich im 11. Jahrhundert in der Umgebung der Burg Menschen nieder. 1277 schenkte Přemysl Otakar II. das Dorf mit seinen Ländereien den Benediktinern. 1514 kauften die Herren Martinic (Martinicové ze Smečna) das Anwesen, das sie bis in das 20. Jahrhundert hielten.
In der zweiten Hälfte des 19. Jahrhunderts erlebte der Ort durch Kohlenfunde einen wirtschaftlichen Aufschwung, welcher eine Verneunfachung der Bevölkerung innerhalb von vierzig Jahren mit sich brachte. Die 1885 durch die Miröschauer Steinkohlegewerkschaft begründete Grube Schöller war 2002 das letzte produzierende Steinkohlebergwerk im Kladnoer Revier.
1919 folgte die Erhebung zur Stadt, 1961 wurden die Stadtrechte wieder entzogen. Seit dem 17. Oktober 2006 ist Libušín wieder eine Stadt.

## Sehenswürdigkeiten
- Neugotische Kirche des Hl. Prokop (1908)
- Slawische Festung aus dem sechsten und siebten Jahrhundert. Die Befestigung wurde im Laufe des neunten Jahrhunderts ausgeführt. Vermutlich stand innerhalb der Befestigung bereits im zehnten Jahrhundert die Kirche des Hl. Georg. 1277, als der Ort zum Eigentum des Benediktiner-Klosters Johannes der Täufer in Ostrov gehörte, erhielt die Kirche ein Presbyterium. 1352 wurde die Kirche als Pfarrkirche geführt. 1500 wurde das Gebäude um einen Glockenturm erweitert und mit Glocken des Meisters Bartholomäus aus Prag ausgestattet. 1683 erfolgte die Erweiterung um einen frühbarocken Altar und eine Predigerkanzel, 1711 um Steinportale, 1737 um den Kirchenchor. 1760 wurde der alte Altar durch einen Rokoko-Altar ersetzt. 1859 installierte man eine Orgel, 1893 erfolgte die Restaurierung der Deckengemälde. Seit 1908, nach der Einweihung der Kirche des Hl. Prokop, dient das Gebäude als Pilgerstätte und Friedhofskirche.

Jeden Sonntag nach dem Namenstag des Hl. Jakob (24. April) findet in der Umgebung der ehemaligen Festung das Schauspiel einer historischen Schlacht mit etwa tausend Darstellern und Zehntausenden Zuschauern statt.

## Persönlichkeiten
- Jiří Pauer (1919–2007), tschechischer Komponist